# Lucas Dias (calciatore)
Lucas Lionel Dias (Lione, 22 maggio 1999) è un calciatore francese, portiere del Nîmes.

## Carriera
Cresciuto nel settore giovanile del Nîmes, ha esordito in prima squadra il 29 novembre 2016 disputando l'incontro di Ligue 2 perso 2-0 contro l'Auxerre.